# Olimpia Vano
Olimpia Vano (Potenza, 1º agosto 1961) è una politica italiana.

## Biografia
Nata a Potenza il 1° agosto 1961, vive ad Agropoli, città sul mare in provincia di Salerno. È sposata e ha due figli.
Diplomata presso il Liceo Classico Alfonso Gatto di Agropoli, è stata candidata alle elezioni politiche del 2006 nelle liste della Rifondazione comunista per il Senato della Repubblica riuscendo a essere eletta, diventando così la prima senatrice agropolese della storia.
Alla tornata elettorale successiva è stata candidata alle elezioni politiche per La Sinistra l'Arcobaleno al sesto posto nella circoscrizione Campania per il Senato della Repubblica, senza riuscire ad essere eletta.
Nell'agosto del 2010, aderisce a Sinistra Ecologia e Libertà.